# Barcie (Ermland-Mazurië)
Barcie (Duits: Thewelkehmen; 1938-1946: Tulkeim) is een plaats in het Poolse woiwodschap Ermland-Mazurië, in het district Gołdapski. De plaats maakt deel uit van de gemeente Dubeninki.